# Списак генерала и адмирала Југословенске војске: В и Г
Списак генерала и адмирала Југословенске војске (ЈВ) чије презиме почиње на слова В и Г, за остале генерале и адмирале погледајте Списак генерала и адмирала Југословенске војске.
напомена:
Генералски, односно адмиралски чинови у ЈВ су били — војвода, армијски генерал (адмирал), дивизијски генерал (вице-адмирал) и бригадни генерал (контра-адмирал). 

### В
- Миленко Варјачић (1884—1963), пешадијски бригадни генерал. Одведен у заробљеништво 1941. године, после рата није наставио службу.
- Милош Васић (1859—1935), дивизијски генерал. Активна служба у ВКЈ престала му је 1923. Преведен у резерву.
- Миодраг Васић (1869—1949), артриљеријско-технички бригадни генерал. Активна служба у ВКЈ престала му је 1922. Реактивиран 1927, поново пензионисан 1931.
- Љубомир Велебит (1880—1945), коњички бригадни генерал. Избегао заробљавање 1941. године, после рата није наставио службу.
- Велимир Вељковић (1881—1936), артиљеријски бригадни генерал. Преминуо на дужности.
- Јован Веселиновић (1882—1942), генералштабни бригадни генерал. Активна служба у ВКЈ престала му је 1932.
- Војислав Весовић (1869—1962), судски бригадни генерал. Активна служба у ВКЈ престала му је 1929.
- Радомир Вешовић (1871—1938), дивизијски генерал. Активна служба у ВКЈ престала му је 1919. Преведен у резерву.
- Ђорђе Видојковић (1880—1928), артиљеријски бригадни генерал. Преминуо на дужности.
- Милан Вијоровић (1870—1945), пешадијски бригадни генерал. Активна служба у ВКЈ престала му је 1929. године. Преведен у резерву.
- Виктор Викерхаузер (1866—1940), адмирал. Активна служба у ВКЈ престала му је 1932. године. Преведен у резерву.
- Јован Викторовић (1866—1949), дивизијски генерал. Активна служба у ВКЈ престала му је 1923.
- др Ђорђе Владисављевић (1866—1932), санитетски генерал. Активна служба у ВКЈ престала му је 1929. године.
- Милутин Влајић (1878—?), пешадијски бригадни генерал. Активна служба у ВКЈ престала му је 1933.
- Лакић Војводић (1848—1924), генерал. Преминуо на дужности.
- Блажо Врбица (1880—1959), пешадијски бригадни генерал. Одведен у заробљеништво 1941. године, после рата није наставио службу.
- Коста Вујичић (1879—?), пешадијски бригадни генерал. Активна служба у ВКЈ престала му је 1936.
- Александар Вуковић (1881—1955), артиљеријски бригадни генерал. Активна служба у ВКЈ престала му је 1930.
- Војислав Вуковић (1880—1954), артиљеријски бригадни генерал. Избегао заробљавање 1941. године, после рата није наставио службу.
- Драгољуб Вуковић (1880—1930), пешадијски бригадни генерал. Преминуо на дужности.
- Драгомир Вуковић (1879—1947), пешадијски бригадни генерал. Активна служба у ВКЈ престала му је 1939.
- Милан Вуковић (1883—1954), коњички бригадни генерал. Избегао заробљавање 1941. године, после рата није наставио службу.
- Јанко Вукотић (1866—1927), армијски генерал. Преминуо на дужности.
- Радосав Вуксановић (1885—?), артиљеријски бригадни генерал.
- Фрањо Вучера (1875—1956), контра-адмирал. Активна служба у ВКЈ престала му је 1925. Реактивиран 1925, поново пензионисан 1931.
- Милутин Вучетић (1883—1936), артиљеријски бригадни генерал. Преминуо на дужности.
- Александар Вучковић (1881—1939), пешадијски бригадни генерал. Преминуо на дужности.
- Милан Вучковић (1872—1958), дивизијски генерал. Активна служба у ВКЈ престала му је 1923.

### Г
- Јоксим Гајић (1878—1962), пешадијски бригадни генерал. Активна служба у ВКЈ престала му је 1927.
- Бранимир Гаталовић (1874—1930), судски бригадни генерал. Активна служба у ВКЈ престала му је 1930. Преведен у резерву.
- Лука Гојнић (1875—1953), дивизијски генерал. Активна служба у ВКЈ престала му је 1919. Преведен у резерву.
- Ђорђе Глишић (1887—1954), генералштабни бригадни генерал. Одведен у заробљеништво 1941. године, ослобођен 1943. године од стране САД, после рата није наставио службу.
- Борисав Голубовић (1884—1958), пешадијски бригадни генерал. Одведен у заробљеништво 1941. године, после рата није наставио службу.
- Михаило Голубовић (1889—1941), пешадијски бригадни генерал. Активна служба у ВКЈ престала му је 1940. Преведен у резерву. Реактивиран 1941.
- Ђорђе Груић (1887—1945), генералштабни бригадни генерал. Одведен у заробљеништво 1941. године, прешао у војску НДХ 1942. године.
- Пантелија Грујић (1866—1958), дивизијски генерал. Активна служба у ВКЈ престала му је 1927.
- Чедомир Гужвић (1888—1979), пешадијски бригадни генерал. Одведен у заробљеништво 1941. године, после рата није наставио службу.